# Calocoenia
Calocoenia Mathis, 1975 è un genere di insetti della famiglia degli Ephydridae (Diptera: Schizophora). Comprende due sole specie a distribuzione oloartica. Le informazioni relative a questo genere si limitano agli aspetti morfologici e biogeografici, mentre è del tutto sconosciuta la biologia.

## Descrizione
Calocoenia è morfologicamente affine al genere Paracoenia, nel quale era originariamente classificato, e Coenia. Gli adulti hanno corpo di piccole dimensioni, lungo 2–3 mm, e livrea scura, di colore che varia dal bruno al grigio. Si distinguono da quelli di Paracoenia per le minori dimensioni, per la disposizione delle setole acrosticali in due file, per la conformazione piatta o solo leggermente convessa dello scutello, per l'assenza di setole allineate sulla faccia ventrale dei femori medi del maschio per la base della radio glabra. Dal genere Coenia si distinguono, invece, per la presenza di setole pseudopostocellari e omerali ben sviluppate e per la presenza di oltre tre paia di setole dorsocentrali.
Il capo ha fronte con vitta più o meno lucida, con riflessi metallici bronzei, e faccia prominente, provvista di una debole carena. Antenne con arista pettinata. La chetotassi frontale è simile a quella di Paracoenia ed è caratterizzata dallo sviluppo di alcune robuste setole, fra cui si evidenziano due paia di fronto-orbitali lateroclinate, le due paia di verticali, un paio di ocellari proclinate e divergenti, un paio di setole pseudopostocellari. Queste ultime sono lunghe almeno circa la metà delle verticali interne. La faccia è rivestita da peli sparsi, come nella generalità delle Ephydrinae, con setole facciali allineate su due serie laterali, convergenti superiormente.
Nel torace, la chetotassi è composta da setole acrosticali ridotte a peli e allineate su due file e 4-5 paia di dorsocentrali, di cui 1-2 paia presuturali. Su ogni lato sono presenti 2-3 omerali, una sopralare, una postalare. Scutello con due paia di setole lungo il margine e una pubescenza rada sul dorso.
Le ali hanno la costa rivestita da setole spinescenti, più robuste in Calocoenia sensu stricto, deboli in Leptocoenia. La base della radio è glabra.
L'addome è di colore uniformemente bruno, con riflessi bronzei. I caratteri morfologici più importanti si riscontrano nel maschio e consistono nell'ampio sviluppo in larghezza del quinto tergite, nella conformazione dei surstili, che si estendono come processi ventrali dell'epandrio, reciprocamente appressati medialmente in Calocoenia, distanziati in Leptocoenia, e, infine, nell'edeago, lungo e robusto.

## Filogenesi e tassonomia
La storia di questo genere è strettamente associata a quella degli affini Coenia e Paracoenia. Vi sono comprese due sole specie, platypelta e paurosoma. La prima fu descritta da Cresson (1935) e classificata con il nome Paracoenia platypelta. Sturtevant & Wheeler (1954) classificarono Paracoenia come sottogenere di Coenia e, di conseguenza, attribuirono alla specie il nome Coenia (Paracoenia) platypelta. La seconda specie fu descritta da Sturtevant & Wheeler (1954) e classificata con il nome Coenia paurosoma.
Mathis (1975) applicò la prima sostanziale revisione, istituendo nell'ambito di Paracoenia tre sottogeneri: Paracoenia sensu stricto, Calocoenia e Leptocoenia. Questi ultimi si delineavano come sottogeneri monotipici, comprendenti le due citate specie, rispettivamente con i nomi Paracoenia (Calocoenia) platypelta e Paracoenia (Leptocoenia) paurosoma. L'autore ipotizzò la probabile natura parafiletica di Paracoenia, individuando una più stretta correlazione fra Calocoenia e Leptocoenia. Il concetto fu ribadito pochi anni più tardi, con una nuova revisione che separava le due specie da Paracoenia elevando Calocoenia al rango di genere. Nell'ambito del nuovo genere, Mathis ha mantenuto la distinzione fra i due sottogeneri, Calocoenia sensu stricto e Leptocoenia. Questa impostazione tassonomica è tuttora valida, perciò il genere presenta la seguente suddivisione:
- Genere Calocoenia Mathis, 1975
  - Sottogenere Calocoenia Mathis, 1975
    - Specie Calocoenia (Calocoenia) platypelta (Cresson, 1935)

  - Sottogenere Leptocoenia Mathis, 1975
    - Specie Calocoenia (Leptocoenia) paurosoma (Sturtevant & Wheeler, 1954)

In merito alla posizione nell'ambito della famiglia, alcuni caratteri morfologici, in particolare la conformazione e la chetotassi della faccia, denotano l'appartenenza alla sottofamiglia delle Ephydrinae, che storicamente si suddivideva in due tribù, Scatellini e Ephydrini. Mathis (1975) collocò sia Coenia sia Paracoenia nella tribù degli Scatellini. Nella revisione del 1980 confermò questa posizione sistematica, tuttavia, nella trattazione filogenetica sottolineava la probabile natura parafiletica di questa tribù, già ipotizzata in precedenza da altri autori. Nella fattispecie, Mathis (1980) individuava due linee distinte, una comprendente Coenia, Notiocoenia e Scatella e i generi affini a quest'ultimo, l'altra comprendente due cladi, Paracoenia-Calocoenia e Austrocoenia:
|  | Ephydrini             |
|  |                       |
|  | Austrocoenia          |
|  |                       |
|  | Paracoenia+Calocoenia |
|  |                       |

|  | Coenia+Notiocoenia         |
|  |                            |
|  | gruppo del genere Scatella |
|  |                            |

|  | Ephydrini             |
|  |                       |
|  | Austrocoenia          |
|  |                       |
|  | Paracoenia+Calocoenia |
|  |                       |

|  | Coenia+Notiocoenia         |
|  |                            |
|  | gruppo del genere Scatella |
|  |                            |

Il problema della parafilia degli Scatellini si risolve negli anni novanta a partire dalla revisione tassonomica della famiglia, su base filogenetica, ad opera di Zatwarnicki (1992) che ha in parte rivoluzionato la suddivisione sistematica in sottofamiglie e tribù. L'attuale sistematica contempla una concezione ristretta della tribù Scatellini, che in sostanza si identifica con il genere Scatella e i generi ad esso correlati sensu stricto, e una più estesa della tribù degli Ephydrini, nella quale sono inclusi i cladi che in passato si collocavano come intermedi fra gli Ephydrini sensu stricto e gli Scatellini sensu stricto. Calocoenia è perciò incluso negli Ephydrini.

## Distribuzione
Calocoenia ha una distribuzione limitata alla regione oloartica occidentale (Europa e Nordamerica). C. platypelta è una specie esclusivamente neartica, C. paurosoma è invece presente sia in Nordamerica sia in Europa. L'areale europeo è circoscritto alla sola Scandinavia.